# Alphonse Gratry
Alphonse Gratry (Lille, 30 de março de 1805 – Montreux (Suíça), 7 de fevereiro de 1872) foi um padre filósofo francês do século XIX. Estudou teologia no seminário de Estrasburgo, e foi ordenado sacerdote em 1832.
Foi professor de Teologia Moral na Sorbonne e membro da Academia Francesa (1867), participou na fundação do Oratório da Imaculada Conceição. Combateu o panteísmo e o idealismo alemão (em especial Hegel), defendendo em alternativa um espiritualismo católico baseado num método indutivo.
Exerceu forte influência ao Padre Antonin-Gilbert Sertillanges.